# AEC Bridgemaster
Az AEC Bridgemaster orrmotoros emeletes autóbusz. A gyártó Associated Equipment Company híres emeletes buszával, a Routemasterrel ellentétben a Bridgemasternél csak a váz építését végezte az AEC, a jármű felépítményét másik cég készítette el.

## Története
A Bridgemastert 1956-ban mutatta be az Associated Equipment Company válaszul a Bristol Lodekka emeletes autóbuszra, amelyet már lépcső nélkül, alacsony padlóval gyártottak, ugyanis az AEC korábbi, 1954-es Routemaster emeletes buszának a földszinti része nem volt lépcsőmentes. Az első négy alumínium vázas példányt a Crossley Motors vállalattal készítették el, de 1958-tól már a Park Royal Vehicles készítette az acél vázas felépítményt.
A hátsó ajtós busz után 1960-ban bemutatták a busz első ajtós változatát is. A Bridgemaster nem örvendett akkora sikernek, mint amekkorára számítottak, 1963-ig csupán 179 darab készült el belőle, melyekből a legtöbbet, 50 darabot az East Yorkshire Motor Services rendelt. Utódját, az AEC Renownt 1963-ban mutatták be.

## Fordítás
- Ez a szócikk részben vagy egészben  az   AEC Bridgemaster című angol Wikipédia-szócikk fordításán alapul.  Az eredeti cikk szerkesztőit annak laptörténete sorolja fel. Ez a jelzés csupán a megfogalmazás eredetét és a szerzői jogokat jelzi, nem szolgál a cikkben szereplő információk forrásmegjelöléseként.